# VDO
VDO é uma marca alemã da Continental Automotive que fabrica eletrônicos automotivos e mecatrônicos para sistemas de transmissão, gerenciamento de motores e sistemas de injeção de combustível. Uma gama completa de produtos de tacógrafo, gerenciamento de dados e telemática é produzida. A VDO também fornece componentes para barcos de recreio, iates e veleiros desde 1958. Em 2018, o negócio marítimo foi separado na VDO Marine, oferecendo produtos fabricados pela fabricante suíça Veratron AG.

## História
A VDO foi fundada por Adolf Schindling e é o resultado de uma fusão entre a DEUTA (Deutsche Tachometer-Werke GmbH) e a OTA Apparate GmbH (Offenbacher Tachometer-Werke GmbH) em Frankfurt am Main em 1929. VDO significa "Vereinigte DEUTA OTA".
Em 1991, a empresa foi adquirida pela Mannesmann. Em 1999, a Mannesmann foi adquirida pela Vodafone e a VDO foi oferecida para venda. Em 2000, a empresa foi adquirida pela Siemens e renomeada como Siemens VDO. A Siemens vendeu a VDO para a Continental em 2007.
No Brasil, ela existe desde 1959.